# Luffare

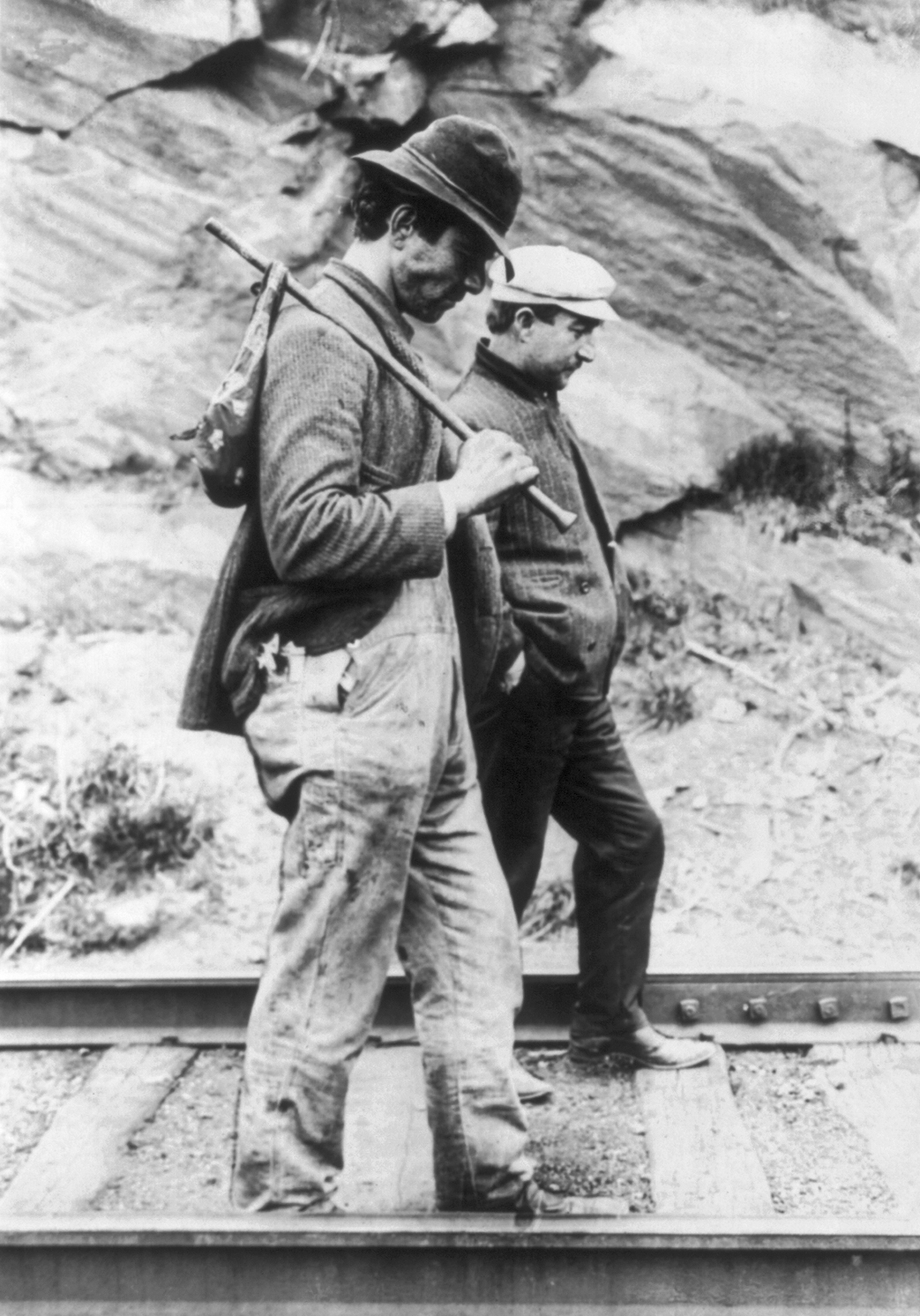
Två luffare som går längs ett järnvägsspår.

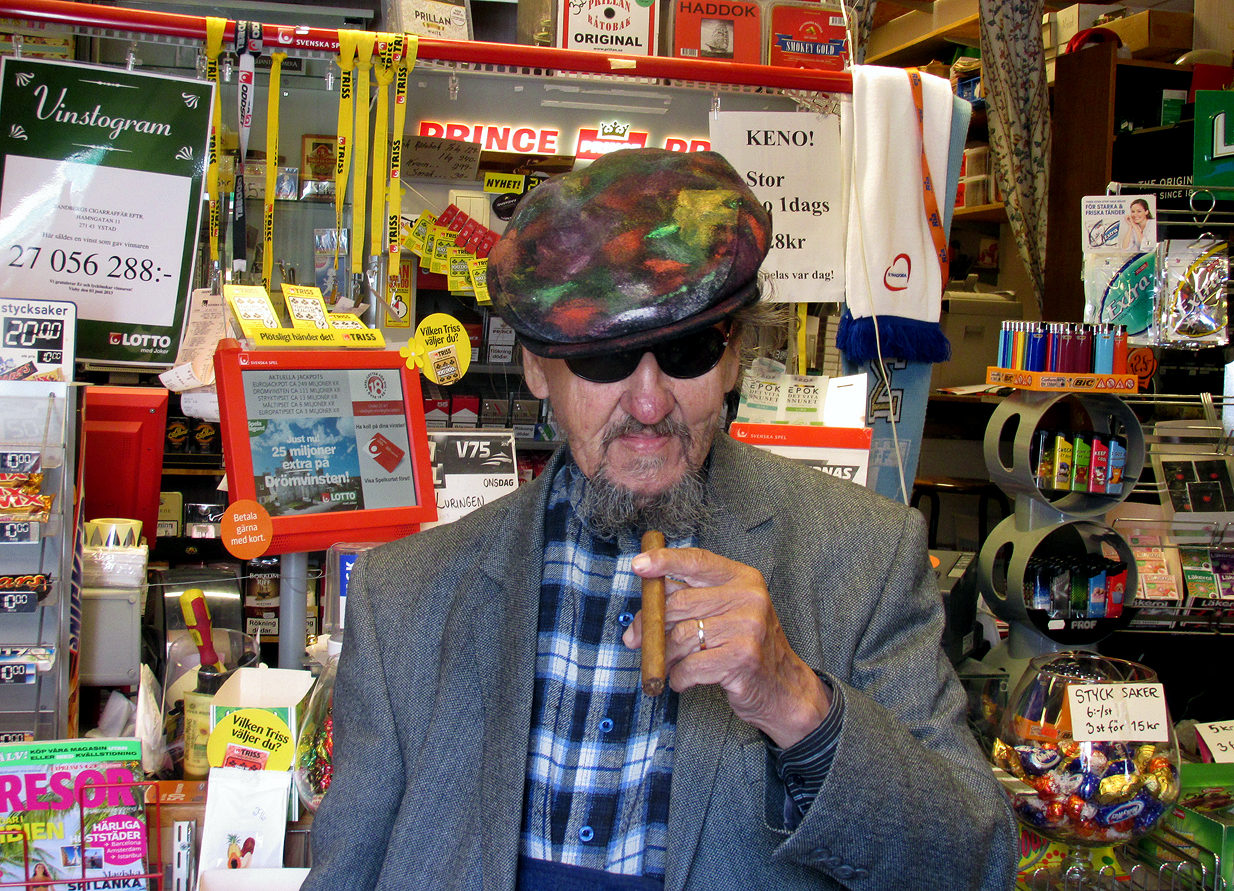
Bengt Vincent var en känd profil i Ystad med omnejd.

En luffare är en hemlös, kringvandrande person (jämför vagabond). Istället för att ha en fast bostad färdas den omkring, försörjer sig genom tillfälligt arbete på platsen och sedan reser vidare. Begreppet avser främst en vandrande manlig person under 1800- och början av 1900-talet. 

## Historia
I Sverige gick luffarna ofta bestämda rutter till vänligare människor inom en socken. För att kunna bege sig utanför socknen krävdes fram till 1860 ett inrikespass. Även i slutet av 1800-talet och början av 1900-talet kunde luffare som under längre tid drev omkring på allmän plats gripas av polisen för lösdriveri, och dömas till böter eller fängelse. Luffarriksdagen i Hallsberg i mars 1921 var ett försök att organisera sig, precis som arbetarorganisationerna redan tidigare gjort. Lösdriverilagen var i kraft från 1885, och avskaffades helt 1965.